# 国道489号
国道489号（こくどう489ごう）は、山口県周南市から山口市に至る一般国道である。

## 概要
山口県の周防灘に面する周南市大神を走る国道2号分岐（大神交差点）から北上し、中国山地の山間部を縫って、山口市阿東地福下の国道9号と結ぶ延長44.6 kmの一般国道の路線で、主な通過地は、周南市米光、山口市徳地堀である。周南市米光 - 山口市徳地の11 km区間は、国道376号と重用する。山口市域にある徳地ICで、中国自動車道と接続する。
路線後半の山口市徳地堀 - 同市阿東地福下は、かつて山口県道24号防府阿東線（現・山口県道24号防府徳地線）の区間だった。

### 路線データ
一般国道の路線を指定する政令 に基づく起終点および重要な経過地は次のとおり。
- 起点：新南陽市[注釈 2]大神三丁目（大神交差点 = 国道2号交点）
- 終点：山口県阿武郡阿東町[注釈 3]（阿東地福下、市井原交差点 = 国道9号交点）
- 総延長 : 44.6 km（重用延長を含む。）[2][注釈 4]
- 重用延長 : 11.0 km[2][注釈 4]
- 未供用延長 : なし[2][注釈 4]
- 実延長 : 33.6 km[2][注釈 4]
  - 現道 : 33.6 km[2][注釈 4]
  - 旧道 : なし[2][注釈 4]
  - 新道 : なし[2][注釈 4]
- 指定区間：なし[3]

## 歴史
- 1993年（平成5年）4月1日 - 一般国道489号（新南陽市[注釈 2]大神三丁目 - 山口県阿武郡阿東町[注釈 3]）指定。
- 2010年（平成22年）7月 - 豪雨による崩落で通行止め。9月6日に廃道となっていた山口県道21号新南陽徳地線を整備し迂回路として開通。現在では復旧工事が終了し元の路線で開通している。

## 路線状況

### 重複区間
- 国道376号（周南市大字米光 - 山口市徳地堀）

### 道路施設

#### トンネル
- 津浦ヶ峠トンネル：延長555 m、1984年（昭和59年）竣工、周南市
- ゆずりはトンネル：延長422 m、1995年（平成7年）竣工、山口市
- 大原隧道：延長86 m、1953年（昭和28年）竣工、山口市

## 地理

### 通過する自治体
- 山口県
  - 周南市 - 山口市

### 交差する道路
| 交差する道路                                                          | 市町村名 | 交差する場所 | 交差する場所        |
| --------------------------------------------------------------------- | -------- | ------------ | ------------------- |
| 国道2号                                                               | 周南市   | 大神3丁目    | 大神交差点 / 起点   |
| 国道376号 重複区間起点 山口県道180号串夜市線 重複区間起点             | 周南市   | 大字米光     |                     |
| 山口県道180号串夜市線 重複区間終点 山口県道192号串戸田線 重複区間起点 | 周南市   | 大字米光     |                     |
| 山口県道192号串戸田線 重複区間終点                                    | 山口市   | 徳地島地     |                     |
| 山口県道169号湯野山畑線                                               | 山口市   | 徳地山畑     |                     |
| 山口県道9号徳山徳地線                                                 | 山口市   | 徳地山畑     |                     |
| 国道376号 重複区間終点 山口県道184号三田尻港徳地線                    | 山口市   | 徳地堀       |                     |
| E2A 中国自動車道                                                      | 山口市   | 徳地堀       | 31 徳地IC           |
| 山口県道503号佐波川自転車道線 重複区間起点                            | 山口市   | 徳地八坂     |                     |
| 山口県道26号山口鹿野線 重複区間起点                                   | 山口市   | 徳地八坂     |                     |
| 山口県道26号山口鹿野線 重複区間終点                                   | 山口市   | 徳地船路     |                     |
| 山口県道503号佐波川自転車道線 重複区間終点                            | 山口市   | 徳地船路     |                     |
| 島根県道・山口県道123号柿木山口線 重複区間起点                        | 山口市   | 徳地野谷     |                     |
| 島根県道・山口県道123号柿木山口線 重複区間終点                        | 山口市   | 徳地野谷     |                     |
| 国道9号                                                               | 山口市   | 阿東地福下   | 市井原交差点 / 終点 |

### 交差する鉄道
- 山陽新幹線